# Koos Köhler
Johannes Jacobus Köhler, detto Koos (Amsterdam, 25 novembre 1905 – Amsterdam, 6 febbraio 1965), è stato un pallanuotista olandese.
Faceva parte della squadra dei Paesi Bassi che ha partecipato ai Giochi di Amsterdam 1928, assieme al cugino Sjaak.